# Зармсторф
Зармсторф (нім. Sarmstorf) — громада в Німеччині, розташована в землі Мекленбург-Передня Померанія. Входить до складу району Росток. Складова частина об'єднання громад Гюстров-Ланд.
Площа — 10,84 км2. Населення становить 481 ос. (станом на 31 грудня 2020).

## Галерея

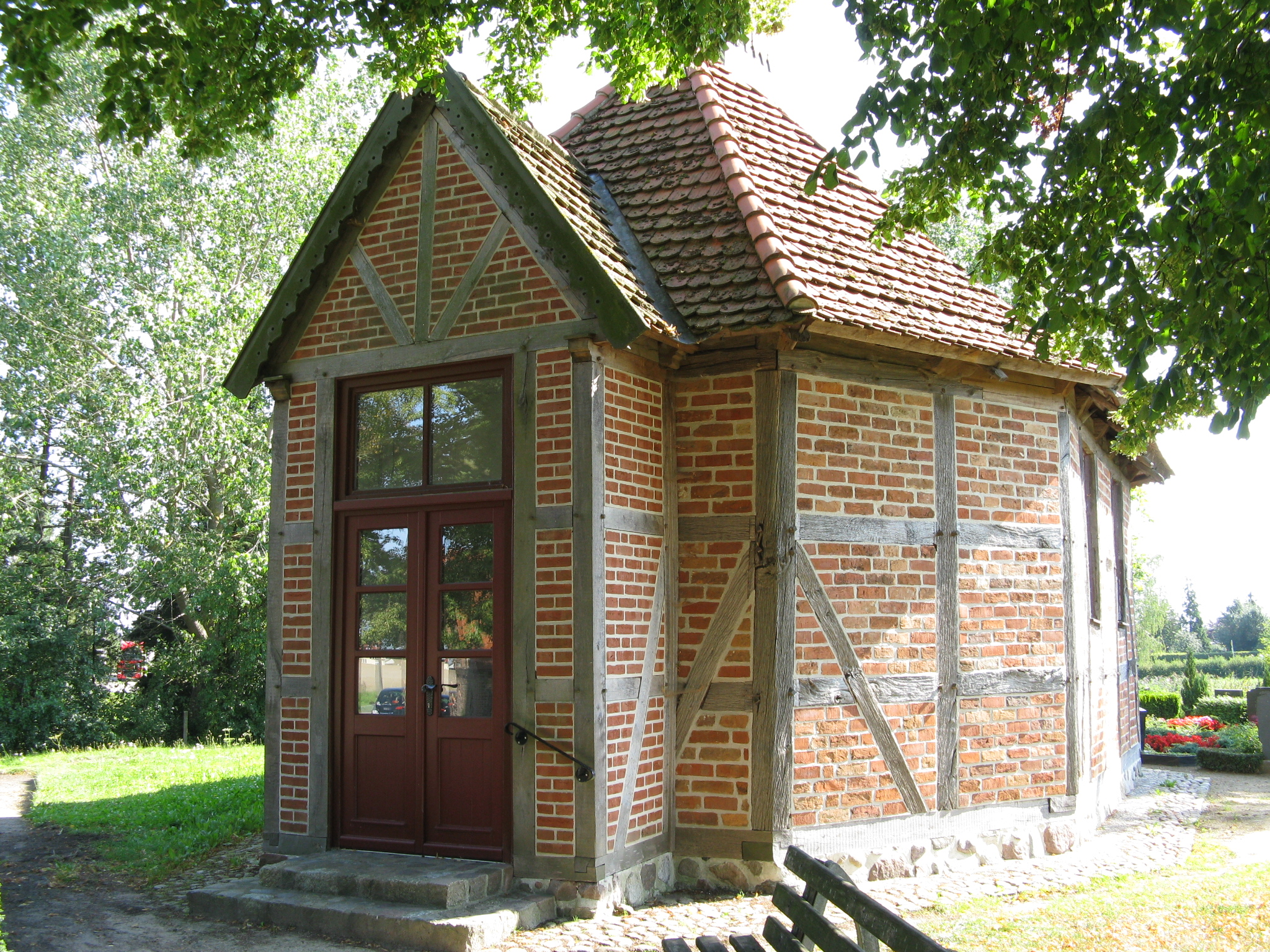